# Edcouch
Edcouch – miasto w Stanach Zjednoczonych, w stanie Teksas, w hrabstwie Hidalgo.